# Nive Nielsen
 (juillet 2015).
Si vous disposez d'ouvrages ou d'articles de référence ou si vous connaissez des sites web de qualité traitant du thème abordé ici, merci de compléter l'article en donnant les références utiles à sa vérifiabilité et en les liant à la section « Notes et références ».
Nive Nielsen, née en 1979 à Nuuk, est une actrice, chanteuse et compositrice groenlandaise faisant partie de groupe Nive Nielsen & the Deer Children. 
Sa première scène en tant que musicienne a eu lieu lors d'un concert pour la reine du Danemark, à la télévision nationale DR. Elle a notamment joué dans le film hollywoodien Le Nouveau Monde (The New World) avec Colin Farrell en 2005.

## Biographie
Elle est originaire de Nuuk, la capitale actuelle du Groenland. Après son départ de son pays natal, Nive Nielsen se rend au Canada, puis au Royaume-Uni pour suivre des études d'anthropologie[réf. nécessaire]. C'est là qu'elle entamera ses premières compositions, avec son ukulélé rouge offert par son compagnon Jan de Vroede. La langue maternelle de Nive Nielsen est le Danois, mais elle sait parfaitement aussi parler le Groenlandais, et surtout, l'Anglais, qui lui confère une audience internationale. 

## Carrière

### Cinéma
En 2005, Nive Nielsen apparaît dans le film Le Nouveau Monde (The New World) de Terrence Malick. On la retrouve également à l'affiche de Nuummioq (qui signifie « un homme de Nuuk » en groenlandais) en 2009, un film tourné par Torben Bech et Otto Rosing (en), dont elle aura composé la chanson-thème[réf. souhaitée]. Elle apparait également en 2019 dans Togo de Ericson Core

### Télévision
En 2018, Nive Nielsen apparaît dans la série télévisée américaine The Terror (AMC) créée par David Kajganich et Soo Hugh. Elle joue le rôle d'une femme inuit, Lady Silence.

### Chanson
Lors d'un concert en l'honneur de la reine du Danemark[réf. nécessaire] diffusé sur la chaîne nationale, Nive Nielsen apparaît pour la première fois publiquement en tant que musicienne[réf. souhaitée]. En 2008, elle compose déjà les chansons de son futur album Nive Sings ! avec son compagnon, qui sortira le 25 juin 2012. De nombreux artistes y participeront[réf. souhaitée], comme Patrick Carney[réf. nécessaire] par exemple. Pourtant, en 2010, son titre Pirate Song est déjà couronné meilleur morceau indépendant par les American Independent Music Awards aux États-Unis, pays où son titre n'est même pas produit[réf. nécessaire]. Et c'est après la sortie de son album qu'elle se produit avec son groupe dans plusieurs pays, en Europe[réf. souhaitée] et en Amérique[réf. souhaitée].

### En France
Quelques médias français ont parlé d'elle. Ainsi, l'émission Encore un matin lui fut consacrée sur la radio France Inter. On retrouve également une chronique sur son album sur le site Lords of rock. 
 (octobre 2018).
Par ailleurs Nive Nielsen est invitée par l'artiste Maria Hupfield pour une collaboration au sein de son exposition personnelle qui aura lieu au Centre culturel canadien à Paris en septembre 2018. Maria Hupfield évolue dans le milieu de l'art contemporain comme artiste visuelle et performeuse. Elle se réclame d'origine Ojibwe, issue des Premières Nations amérindiennes. La collaboration de Nive Nielsen et de Maria Hupfield constitue un acte qui institue dans l'espace et dans le temps la question des peuples autochtones, de leurs droits et de la visibilité de leurs combats. Nive Nielsen joue sur scène le 26 septembre 2018 au Centre Culturel Canadien.

## Discographie

### Albums

#### Avec le groupe Nive and the deer children
- 2012 – Nive Sings!
- 2015 – Feet First

### Singles
- 2020 – Jää vain jää avec Petri Kaivanto